# 山崎町 (大阪市)
山崎町（やまざきちょう）は、大阪市北区にある町名。丁番を持たない単独町名である。

## 地理
大阪市北区の東部に位置。北は扇町公園北通を挟んで扇町、西は中崎、東は天神橋筋（大阪府道・京都府道14号大阪高槻京都線）を挟んで天神橋4丁目、北はJR大阪環状線が境界をなし黒崎町、浪花町に接する。
地内は閑静な住宅街で、南側にある扇町公園には地下鉄堺筋線の扇町駅がある。

## 世帯数と人口
2019年（平成31年）3月31日現在の世帯数と人口は以下の通りである。
| 町丁   | 世帯数  | 人口  |
| ------ | ------- | ----- |
| 山崎町 | 420世帯 | 641人 |

### 人口の変遷
国勢調査による人口の推移。
| 1995年（平成7年）  | 539人 | [ 5 ] |  |
| 2000年（平成12年） | 519人 | [ 6 ] |  |
| 2005年（平成17年） | 660人 | [ 7 ] |  |
| 2010年（平成22年） | 735人 | [ 8 ] |  |
| 2015年（平成27年） | 737人 | [ 9 ] |  |

### 世帯数の変遷
国勢調査による世帯数の推移。
| 1995年（平成7年）  | 237世帯 | [ 5 ] |  |
| 2000年（平成12年） | 251世帯 | [ 6 ] |  |
| 2005年（平成17年） | 342世帯 | [ 7 ] |  |
| 2010年（平成22年） | 415世帯 | [ 8 ] |  |
| 2015年（平成27年） | 438世帯 | [ 9 ] |  |

## 学区
市立小・中学校に通う場合、学区は以下の通りとなる。北区内の全ての市立中学校と、大阪市内の小中一貫校が対象で学校選択が可能（抽選を実施）。
| 番・番地等 | 小学校             | 中学校             |
| ---------- | ------------------ | ------------------ |
| 全域       | 大阪市立扇町小学校 | 大阪市立天満中学校 |

## 事業所
2016年（平成28年）現在の経済センサス調査による事業所数と従業員数は以下の通りである。
| 町丁   | 事業所数 | 従業員数 |
| ------ | -------- | -------- |
| 山崎町 | 33事業所 | 198人    |

## 施設
- 西沢学園マルチメディア校舎
- 西沢学園資料館

## 交通

### 鉄道
- 地内に駅はなく地下鉄堺筋線「扇町駅」が最寄りである。

### 道路
主要地方道
- 大阪府道・京都府道14号大阪高槻京都線（天神橋筋）

## その他

### 日本郵便
- 〒530-0024[3]（集配局：大阪北郵便局[12]）